# Đường chuyển hoá mevalonate

Biểu đồ đường chuyển hoá mevalonate cho thấy sự chuyển đổi acetyl-CoA thành isopentenyl pyrophosphate, khối xây dựng thiết yếu của tất cả các isoprenoid. Biến thể của loài vi khuẩn nhân chuẩn được hiển thị bằng màu đen. Các biến thể loài Archaeal được hiển thị bằng màu đỏ và xanh lam.

Đường chuyển hoá mevalonate, hay còn được gọi là đường chuyển hoá isoprenoid hoặc đường chuyển hoá enzym khử HMG-CoA là một hệ thống trao đổi chất thiết yếu có ở loài sinh vật nhân chuẩn, vi khuẩn cổ đại và một số loại vi khuẩn khác. Con đường này tạo ra hai khối 5 nguyên tử carbon xây dựng, được gọi là isopentenyl pyrophosphate (IPP) và dimethylallyl pyrophosphate (DMAPP), được sử dụng để sản sinh isoprenoid, một lớp phân loại đa dạng bao gồm hơn 30.000 phân tử sinh học như cholesterol, vitamin K, coenzym Q10 và tất cả các hóc-môn steroid.
Đường chuyển hoá mevalonate bắt đầu bằng acetyl-CoA và kết thúc bằng việc sản sinh IPP và DMAPP. Nó được biết đến nhiều nhất như là mục tiêu của các statin, một nhóm thuốc giảm nồng độ cholesterol. Các statin ức chế enzym khử HMG-CoA trong đường chuyển hoá mevalonate.

## Đường chuyển hoá mevalonate thượng
Đường chuyển hoá mevalonate của sinh vật nhân chuẩn, vi khuẩn cổ đại và loài vi khuẩn eubacteria đều bắt đầu cùng một cách như nhau. Nguồn cung carbon duy nhất của con đường này là acetyl-CoA. Bước đầu tiên, ngưng tụ hai phân tử acetyl-CoA để sản sinh acetoacetyl-CoA. Tiếp theo là quá trình ngưng tụ thứ hai nhằm tạo ra HMG-CoA (3-hydroxy-3-methyl-glutaryl-CoA). Phản ứng khử HMG-CoA giúp sản sinh (R)-mevalonate. 3 bước enzyme đầu tiên này được gọi là đường chuyển hoá mevalonate thượng.

## Đường chuyển hoá mevalonate hạ
Đường chuyển hoá mevalonate hạ chuyển đổi (R)-mevalonate thành IPP và DMAPP bao gồm 3 biến thể khác nhau. Ở loài sinh vật nhân chuẩn, mevalonate được phosphoryl hóa hai lần tại vị trí 5-OH, sau đó được decarboxyl hoá để tạo ra IPP. Ở một số loài vi khuẩn cổ đại như Haloferax volcanii, mevalonate được phosphoryl hóa một lần tại vị trí 5-OH, được decarboxyl hoá để tạo ra isopentenyl phosphate (IP), và cuối cùng lại được phosphoryl hóa lần nữa để tạo ra IPP (Đường chuyển hoá Archaeal Mevalonate thứ 1). Một biến thể thứ ba của đường chuyển hoá mevalonate cũng được tìm thấy trong loài Thermoplasma acidophilum, phosphoryl hóa mevalonate tại vị trí 3-OH, sau đó là phosphoryl hóa tại vị trí 5-OH. Chất chuyển hóa thu được, mevalonate-3,5-bisphosphate, được decarboxyl hoá thành IP, và cuối cùng được phosphoryl hóa để tạo ra IPP (Đường chuyển hoá Archaeal Mevalonate thứ 2).

## Quy định và phản hồi
Một số enzym chủ chốt có thể được kích hoạt thông qua sự điều chỉnh quá trình phiên mã ADN khi kích hoạt SREBP(các protein-1 và -2 gắn với yếu tố điều chỉnh sterol). Cảm biến nội bào này sẽ theo dõi và phát hiện mức cholesterol thấp và kích thích sản xuất nội sinh bằng con đường chuyển hoá enzym khử HMG-CoA, cũng như tăng cường hấp thu lipoprotein bằng cách tăng chỉnh thụ thể LDL. Việc điều chỉnh con đường này cũng có thể đạt được thông qua việc kiểm soát tốc độ dịch mã của mRNA, sự phân hủy của các enzym khử và quá trình phosphoryl hóa.

## Dược lý học
Một số loại thuốc nhắm vào đường chuyển hoá mevalonate:
- Các statin (được sử dụng để làm giảm mức cholesterol);
- Các bisphosphonate (được sử dụng để điều trị các loại bệnh thoái hóa xương khác nhau)

## Bệnh tật
Một số loại bệnh gây ảnh hưởng đến đường chuyển hoá mevalonate:
- Thiếu hụt Mevalonate Kinase
  - Niệu acid mevalonic
  - Hội chứng tăng globulin miễn dịch D (HIDS).

## Con đường thay thế
Các loài thực vật, hầu hết các loài vi khuẩn và một số loài động vật nguyên sinh như ký sinh trùng sốt rét có khả năng sản xuất isoprenoid bằng một con đường thay thế gọi là đường chuyển hoá methylerythritol phosphate (MEP) hoặc đường chuyển hoá phi mevalonate. Đầu ra của cả hai đường mevalonate và đường MEP đều giống như nhau, IPP và DMAPP, tuy nhiên các phản ứng enzym để chuyển acetyl-CoA thành IPP lại hoàn toàn khác nhau. Sự tương tác giữa hai con đường trao đổi chất này có thể được nghiên cứu bằng cách sử dụng đồng vị 13C-glucose. Ở loài thực vật bậc cao, đường chuyển hoá MEP hoạt động trong lạp thể plastid trong khi đường chuyển hoá mevalonate hoạt động trong bào tương cytosol. Những ví dụ về vi khuẩn sở hữu đường chuyển hoá MEP bao gồm Escherichia coli và các mầm bệnh như Mycobacteria bệnh lao.

## Các phản ứng enzym
| Enzym                                    | Phản ứng | Mô tả |
| Acetoacetyl-CoA thiolase                 |          | Acetyl-CoA (chu trình acid citric) được ngưng tụ với một phân tử acetyl-CoA khác để tạo ra acetoacetyl-CoA |
| HMG-CoA synthase                         |          | Acetoacetyl-CoA ngưng tự với một phân tử Acetyl-CoA khác để tạo ra 3-hydroxy-3-methylglutaryl-CoA (HMG-CoA).                                                                                                  |
| enzym khử HMG-CoA reductase              |          | HMG-CoA bị khử thành mevalonate bởi NADPH. Đây là bước giới hạn tốc độ phản ứng trong quá trình tổng hợp cholesterol, điều đó khiến cho enzym này trở thành mục tiêu tốt cho các loại dược phẩm (các statin). |
| mevalonate-5-kinase                      |          | Mevalonate được phosphoryl hoá tại vị trí 5-OH để sản sinh mevalonate-5-phosphate (hay còn gọi là acid phosphomevalonic).                                                                                     |
| mevalonate-3-kinase                      |          | Mevalonate được phosphoryl hoá tại vị trí 3-OH để sản sinh mevalonate-3-phosphate. 1 phân tử ATP được tiêu thụ.                                                                                               |
| mevalonate-3-phosphate-5-kinase          |          | Mevalonate-3-phosphate được phosphoryl hoá tại vị trí 5-OH để sản sinh mevalonate-5-phosphate (hay còn gọi là acid phosphomevalonic). 1 phân tử ATP được tiêu thụ.                                            |
| phosphomevalonate kinase                 |          | mevalonate-5-phosphate được phosphoryl hoá để sản sinh mevalonate-5-pyrophosphate. 1 phân tử ATP được tiêu thụ.                                                                                               |
| mevalonate-5-pyrophosphate decarboxylase |          | Mevalonate-5-pyrophosphate được decarboxyl hoá để sản sinh isopentenyl pyrophosphate (IPP). 1 phân tử ATP được tiêu thụ.                                                                                      |
| isopentenyl pyrophosphate isomerase      |          | isopentenyl pyrophosphate được đồng phân hoá thành dimethylallyl pyrophosphate. |